# Unternehmensgeschichte
Unter Unternehmensgeschichte versteht man die wissenschaftliche Untersuchung und Dokumentation der Geschichte einzelner Unternehmen, insbesondere ihrer Handlungs- und Entscheidungsprozesse. Verwendet werden dazu historische Methoden gepaart mit betriebswirtschaftlichem Wissen. In der wissenschaftlichen Landschaft ist die Unternehmensgeschichte eine Teildisziplin der Wirtschaftsgeschichte und der Sozialgeschichte.
Meist verfügen große und traditionsreiche Unternehmen über eine gut dokumentierte Unternehmensgeschichte. In Deutschland haben einige Unternehmen Historiker engagiert, um ihre Verwicklung während des Nationalsozialismus zu erforschen und zu dokumentieren und so etwaigen Anschuldigungen entgegenzutreten oder Schadenersatzforderungen nachzukommen, so zum Beispiel die Allianz AG oder die Deutsche Bank.
Die eigene Unternehmensgeschichte dient heute Unternehmen gelegentlich auch der Gestaltung der Corporate Identity.

## Fachgeschichte
Die USA waren Vorreiter in der Unternehmensgeschichte. So wurde dort 1927 an der Graduate School of Business Administration der Harvard-Universität der Lehrstuhl für Business History errichtet. Ab 1928 erschien dort die erste Fachzeitschrift The Journal of Economic and Business History.
In Deutschland begann die Entwicklung nach dem Zweiten Weltkrieg mit der Herausgabe der Fachzeitschrift Tradition ab 1956 durch Wilhelm Treue. Nachdem die Unternehmensgeschichte lange Zeit in Deutschland hauptsächlich in und von Unternehmen selbst betrieben wurde, wurde 1976 vor allem auf Betreiben des ehemaligen Chefs der Deutschen Bank Hermann Josef Abs und dem Leiter des Historischen Archivs der Deutschen Bank Manfred Pohl in Frankfurt die erste wissenschaftliche Institution gegründet, die Gesellschaft für Unternehmensgeschichte (GUG). Die Gesellschaft führte die Fachzeitschrift Tradition nun als Zeitschrift für Unternehmensgeschichte fort, welche zum offiziellen Organ der Gesellschaft wurde. 1989 wurde in Bochum als Gegeninstitution der Arbeitskreis für Kritische Unternehmens- und Industriegeschichte (AKKU) gegründet.

## Methodik, Fragestellung und Zielsetzung
Der Kölner Wirtschafts- und Sozialhistoriker, Toni Pierenkemper, umriss 1999 die Aufgaben einer modernen Unternehmensgeschichtsschreibung wie folgt:

„Die historische Analyse eines Unternehmens bedarf eines eigentümlichen Ansatzes, der in erster Linie die ökonomische Logik dieser Institution entschlüsselt und sich erst in zweiter Linie weiteren Dimensionen unternehmerischen Handelns widmet.“

## Kritik
Neil Gregor kritisiert, dass beim Boom der NS-Unternehmensgeschichte, die im Wesentlichen durch die Unternehmen selbst finanziert wurde, zwar gewaltige empirische Fortschritte gemacht wurden und Einzelstudien mit höchsten fachlichen Niveau entstanden, jedoch andererseits ein schaler Beigeschmack sowie das Gefühl bleibe, dass Wissenschaft sich doch hat in gewisser weise instrumentalisieren lassen. Macht besitze eben die bemerkenswerte Fähigkeit, ihre eigenen Handlungen zu verbergen.